# Solna centrum (metropolitana di Stoccolma)
Solna centrum è una stazione della metropolitana di Stoccolma.
La sua denominazione trae origine dall'omonimo centro commerciale presso il quale è situata, a sua volta compreso all'interno del territorio del comune di Solna. Sul tracciato della linea blu T11 della rete metroviaria locale si trova invece tra le fermate di Västra skogen e Näckrosen.
Divenne ufficialmente operativa il 31 agosto 1975, in concomitanza con l'inaugurazione della linea blu.
La piattaforma è sotterranea e si trova ad una profondità di 27-36 metri sotto al parco Skytteholmsparken. Dispone di due biglietterie e due ingressi distinti, di cui uno ubicato a nord sul viale Frösundaleden e l'altro ubicato a sud sulla piazza Solnaplan. La stazione fu progettata dagli architetti Michael Granit e Per H. Reimers, mentre fu decorata dagli artisti Karl-Olov Björk e Anders Åberg.
L'utilizzo medio quotidiano durante un normale giorno feriale è pari a 12.000 persone circa.
A pochi passi da qui sorgeva lo stadio Råsunda, importante impianto capace di ospitare circa 36.000 spettatori.

## Tempi di percorrenza
| Linea | Capolinea       | Tempo  | Stazione                               | Tempo             |
| T11   | Akalla          | 12 min | Västra skogen Fridhemsplan T-Centralen | 2 min 6 min 9 min |
| T11   | Kungsträdgården | 11 min | Västra skogen Fridhemsplan T-Centralen | 2 min 6 min 9 min |